# Sleeze Beez
Gli Sleeze Beez sono un gruppo hair metal nato ad Amsterdam nel 1988.
Forse l'unico capitolo dell'hair metal olandese, gli Sleeze Beez esordirono nei fine anni 80. Le loro ritmiche erano particolarmente ispirate allo stile degli AC/DC, band del quale erano soliti a riproporre diversi brani durante le esibizioni live. Le loro sonorità però erano ammorbidite da melodie tipicamente pop metal di scuola Def Leppard. Il lavoro più rappresentativo del quintetto fu senza dubbio Screwed Blued & Tattooed (1990).

## Storia
La band si formò nel 1988 ad Amsterdam, fondata dall'ex batterista degli olandesi Higway Chile Jan Kosterand e l'ex chitarrista dei Picture Chris Van Jaarsveld. Il resto della formazione venne completato da Don Van Spall alla chitarra, Ed Jongsma al basso, Tiger (Tigo Fawzi) alla voce.
In origine la coppia Kosterand/Van Jaarsveld aveva attirato l'attenzione del presidente dell'etichetta locale Red Bullet Records Willem van Kooten, che diede una mano al gruppo per emergere.
Il debutto venne pubblicato per l'etichetta prima ancora che la band fosse assemblata. Infatti il disco Look Like Hell venne pubblicato nel 1987, un anno prima della formazione ufficiale della band.
Durante le registrazione di quello che avrebbe dovuto essere Screwed Blued and Tattooed, il cantante Tiger abbandonò il progetto venendo sostituito dall'inglese Andrew Eltough. Pubblicarono il disco Screwed Blued & Tattooed nel 1989 per la Red Bullet, la quale distribuzione era limitata solamente alla scena locale. A seguito di un tour di successo in Olanda, la band venne però notata dalla Atlantic Records col quale firmarono un contratto negli Stati Uniti per la ri-distribuzione del secondo album. Ricollocatisi negli States, la Atlantic diffuse il disco su scala mondiale nel 1990. Questo ottenne un'ottima sponsorizzazione da parte delle radio e di MTV grazie anche al singolo "Stranger Than Paradise", riuscendo a conquistare il 115º posto nella classifica di Billboard Top 200.
Supportarono poi gli Skid Row nel loro tour americano nel 1990 prima di suonare, sempre negli States, al fianco dei britannici Shy e dei Cold Sweat.
La band aveva preparato il nuovo materiale per il terzo disco già verso la fine del 1990, ma la Atlantic ne fece ritardare l'uscita di due anni. Si spostarono su strade più melodiche con il terzo Powertool, prodotto da Gary Lyons (Foreigner, Aerosmith) e pubblicato solo nel gennaio 1993.
Da questo venne estratto il singolo "I Don't Want To Live Without You", ma conteneva anche la reinterpretazione dei Golden Earring "Back Home".
Durante i primi anni 90 il periodo non fu dei migliori per il loro genere, infatti con il fenomeno grunge alle porte, subirono un inevitabile declino.
Dopo gli scarsi risultati ottenuti negli States con quest'ultimo lavoro, il gruppo venne bocciato dalla Atlantic tornando in Olanda. L'anno successivo pubblicarono il quarto album Insanity Beach per la Red Bullet Records, prodotto da John Sonneveld.
Nonostante l'hair metal fosse sparito dalle scene, in Giappone i gruppi della corrente, tra cui gli Sleeze Beez continuavano a mantenere alte le vendite. Nel 1995 quindi il quintetto pubblicò il disco Live in Tokyo, registrato al Club Cita di Tokyo il 13 maggio 1995. Poco dopo, nel 1996 gli Sleeze Beez si sciolsero. Elt spostatosi a Los Angeles intraprese un progetto solista senza successo. Successivamente Elt e Don Van Spall fondarono le band Heavy 70's e poi i The Moon. Il chitarrista Chriz Van Jaarsveld ed il bassista Ed Jongsma fondarono invece il gruppo punk rock Jetland. Elt più tardi fronteggerà una reinterpretazione band degli AC/DC chiamata Action In DC. Gli Sleeze Beez si riformeranno per alcune date occasionali durante gli anni, ma senza mai riunirsi ufficialmente.

## Formazione

### Formazione attuale
- Andrew Elt - voce
- Chriz Van Jaarsveld - chitarra
- Don Van Spall - chitarra
- Ed Jongsma - basso
- Jan Koster - batteria

### Ex componenti
- Tiger (Tigo Fawzi) - voce

## Discografia

### Album in studio
- 1987 - Look Like Hell
- 1990 - Screwed Blued & Tattooed
- 1992 - Powertool
- 1994 - Insanity Beach

### Live
- 1995 - Live in Tokyo